# Herta Müller
Herta Müller (Nițchidorf, 17 augustus 1953) is een Duitstalige schrijfster van Roemeense afkomst. Haar werk wordt tot de wereldliteratuur gerekend. In 2009 kreeg zij de Nobelprijs voor Literatuur.

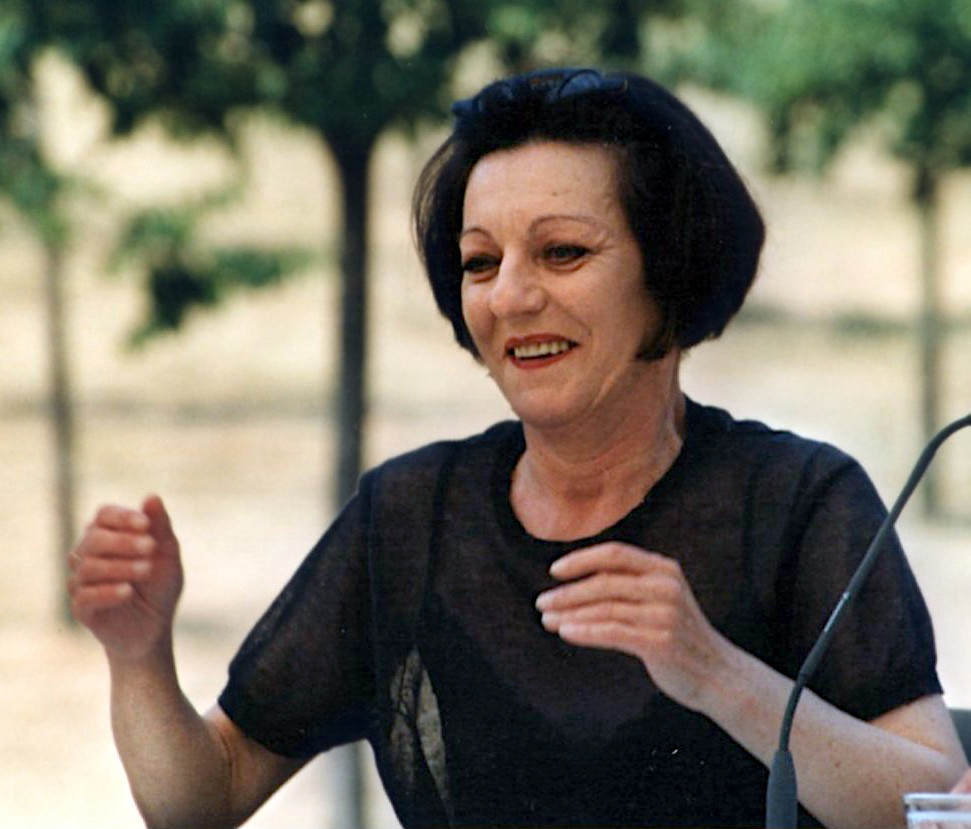
Lezing "Ademschommel", Potsdam, juli 2010

Müller stamt uit een etnisch Duitse familie uit het Banaat. In die streek studeerde zij Duitse en Roemeense taal- en letterkunde aan de Universiteit van het Westen (Universitatea de Vest) van Timișoara. Ze onderhield contacten met de dissidente Aktionsgruppe Banat en werd sindsdien door de Securitate gevolgd. Na haar studie werkte ze enkele jaren als vertaalster in een machinefabriek, totdat ze er werd ontslagen na haar weigering om met de Securitate samen te werken. Ze debuteerde in 1982 met de verhalenbundel Niederungen, die in Roemenië alleen gecensureerd kon verschijnen. Op haar tweede bundel, Drückender Tango, volgde een publicatieverbod. In 1987 verliet ze Roemenië, samen met haar toenmalige echtgenoot, de schrijver Richard Wagner, en vestigde zich in West-Duitsland, waar de volledige versie van Niederungen in 1984 al was verschenen, evenals haar eerste roman, Der Mensch ist ein großer Fasan auf der Welt (1986). Daar bouwde ze verder aan een oeuvre dat vooral het dagelijks leven onder de dictatuur behandelt. In 1987 was de verhalenbundel Barfüßiger Februar haar eerste werk dat in een Nederlandse vertaling verscheen.
In 1987 trad ze toe tot de Duitse PEN-club, die ze in 1997 verliet, omdat deze was samengegaan met de DDR-afdeling. Ze kantte zich ook tegen de Landsmannschaft van de Banaat-Zwaben in Duitsland, die zich in haar ogen door de Securitate liet gebruiken, en wees op de continuïteit tussen de Securitate en de huidige Roemeense geheime dienst.
De Nobelprijsspeech die ze op 7 december 2009 in Stockholm uitsprak droeg de titel Elk woord weet iets van de vicieuze cirkel.

## Werk
- Niederungen, Boekarest 1982, Berlijn 1984
- Drückender Tango, Boekarest 1984
- Der Mensch ist ein großer Fasan auf der Welt, Berlijn 1986
- Barfüßiger Februar, Berlijn 1987
- Reisende auf einem Bein, Berlijn 1989
- Wie Wahrnehmung sich erfindet, Paderborn 1990
- Der Teufel sitzt im Spiegel, Berlijn 1991
- Der Fuchs war damals schon der Jäger, Reinbek bei Hamburg 1992
- Eine warme Kartoffel ist ein warmes Bett, Hamburg 1992
- Der Wächter nimmt seinen Kamm, Reinbek bei Hamburg 1993
- Angekommen wie nicht da, Lichtenfels 1994
- Herztier (Aristeionprijs voor Europese Literatuur en in 1998 de International IMPAC Dublin Literary Award), Reinbek bei Hamburg 1994
- Hunger und Seide, Reinbek bei Hamburg 1995
- In der Falle, Göttingen 1996
- Heute wär ich mir lieber nicht begegnet, Reinbek bei Hamburg 1997
- Der fremde Blick oder Das Leben ist ein Furz in der Laterne, Göttingen 1999
- Im Haarknoten wohnt eine Dame, Reinbek bei Hamburg 2000
- Heimat ist das, was gesprochen wird, Blieskastel 2001
- Der König verneigt sich und tötet, München [u. a.] 2003
- Die blassen Herren mit den Mokkatassen, München [u. a.] 2005
- Este sau nu este Ion, Iaşi 2005
- Atemschaukel, München 2009
- Cristina und ihre Attrappe oder Was (nicht) in den Akten der Securitate steht, Göttingen 2009

## In het Nederlands vertaald werk
- Barrevoets in februari, vert. José Bruurmijn, De Geus, 1987
- De mens is een grote fazant, vert. José Bruurmijn, De Geus, 1988
- Reizigster op één been, vert. Gerda Meijerink, De Geus, 1989
- De vos was de jager, vert. Ria van Hengel, De Geus, 1993
- Hartedier, vert. Ria van Hengel, De Geus, 1996, 2009
- Vandaag was ik mezelf liever niet tegengekomen, vert. Ria van Hengel, De Geus, 1999, 2009
- Ademschommel, vert. Ria van Hengel, De Geus, 2009
- De koning buigt, de koning moordt, essays, vert. Ria van Hengel, De Geus, 2010
- De rokkenjager en diens bijdehante tante, gedichten, vert. Ria van Hengel, De Geus, 2011
- Lage streken, vert. Ria van Hengel, De Geus, 2012

## Luisterboek
- Die Nacht ist aus Tinte gemacht. Herta Müller erzählt ihre Kindheit im Banat, supposé 2009

## Filmografie
- Vulpe - vânător (Der Fuchs war damals schon der Jäger) regie: Stere Gulea, hoofdrollen: Oana Pellea, Dorel Vişan, George Alexandru etc.